# Маттіа Кальдара
Маттіа Кальдара (італ. Mattia Caldara; нар. 5 травня 1994, Бергамо, Італія) — італійський футболіст, центральний захисник клубу «Модена».

## Клубна кар'єра
Народився 5 травня 1994 року в місті Бергамо. Вихованець юнацьких команд футбольного клубу «Аталанта». У дорослому футболі дебютував 2013 року виступами за головну команду клубу, в якій за сезон провів лише одну гру. 
Згодом з 2014 по 2016 рік провів по одному сезону в оренді в друголігових командах «Трапані» та «Чезена».
2016 року повернувся до «Аталанти», де відразу став гравцем основного складу. Відіграв за бергамський клуб наступні два сезони своєї ігрової кар'єри. Причому з січня 2017 року грав за свою рідну команду на умовах оренда з «Ювентуса», який викупив його контракт за 15 мільйонів євро? уклав з ним контракт до літа 2021 року, проте залишив набиратися ігрової практики в «Аталанті».
2 серпня 2018 року офіційно став гравцем «Мілана», так й не зігравши за «Ювентус» жодного матчу. Клуби домовилися про обмін Кальдари на Леонардо Бонуччі, який до того виступав за туринців сім років. Футболіст підписав за міланським клубом п'ятирічний контракт із зароітною платою €2,4 млн. за сезон. Утім протягом першого сезону в «Мілані» захисник взяв участь лише у двох матчах — одному у вересні 2018 року в Лізі Європи, після якого вибув на півроку через травму ахіллового сухожилля, та одному у квітні 2019 року в рамках Кубка Італії, невдовзі після якого травма хрестоподібних зв'язок коліна залишила гравця ще на півроку поза футболом. Відновившись від травми, у жовтні 2019 року відновив тренування, утім новий очільник тренерського штабу Стефано Піолі так і надав гравцю шансу продемонструвати себе в офіційних іграх за «россонері».
За такої ситуації Кальдара подав запит аби його було віддано в оренду для підтримання ігрової форми. 12 січня 2020 року було оголошено, що гравець на умовах півторарічної оренди з правом викупу повертається до свого рідного клубу, «Аталанти». Утім керівництво клубу не виявило зацікавленості у викупі контракту Кальдари, і згодом він на правах оренди відіграв ще по сезону за «Венецію» і «Спецію».
На сезон 2023/24 був заявлений у складі «Мілана».

## Виступи за збірні
Протягом 2016–2017 років залучався до складу молодіжної збірної Італії. На молодіжному рівні зіграв у 12 офіційних матчах.
2018 року дебютував в офіційних матчах у складі національної збірної Італії.

## Статистика виступів

### Статистика клубних виступів
Станом на 1 липня 2023 року
| Сезон                | Команда              | Чемпіонат            | Чемпіонат | Чемпіонат | Національний кубок | Національний кубок | Національний кубок | Континентальні кубки | Континентальні кубки | Континентальні кубки | Інші змагання | Інші змагання | Інші змагання | Усього | Усього |
| Сезон                | Команда              | Ліга                 | Ігор      | Голів     | Ліга               | Ігор               | Голів              | Ліга                 | Ігор                 | Голів                | Ліга          | Ігор          | Голів         | Ігор   | Голів  |
| -------------------- | -------------------- | -------------------- | --------- | --------- | ------------------ | ------------------ | ------------------ | -------------------- | -------------------- | -------------------- | ------------- | ------------- | ------------- | ------ | ------ |
| 2013–14              | «Аталанта»           | A                    | 1         | 0         | КІ                 | 0                  | 0                  | -                    | -                    | -                    | -             | -             | -             | 1      | 0      |
| 2014–15              | «Трапані»            | B                    | 20        | 2         | КІ                 | 1                  | 0                  | -                    | -                    | -                    | -             | -             | -             | 21     | 2      |
| 2015–16              | «Чезена»             | B                    | 27        | 3         | КІ                 | 2                  | 0                  | -                    | -                    | -                    | -             | -             | -             | 29     | 3      |
| 2016–17              | «Аталанта»           | A                    | 30        | 7         | КІ                 | 1                  | 0                  | -                    | -                    | -                    | -             | -             | -             | 31     | 7      |
| 2017–18              | «Аталанта»           | A                    | 24        | 3         | КІ                 | 2                  | 0                  | ЛЄ                   | 8                    | 0                    | -             | -             | -             | 34     | 3      |
| 2018–19              | «Мілан»              | A                    | 0         | 0         | КІ                 | 1                  | 0                  | ЛЄ                   | 1                    | 0                    | СІ            | 0             | 0             | 2      | 0      |
| 2019-січ. 2020       | «Мілан»              | A                    | 0         | 0         | КІ                 | 0                  | 0                  | -                    | -                    | -                    | -             | -             | -             | 0      | 0      |
| січ.-серп. 2020      | «Аталанта»           | A                    | 14        | 0         | КІ                 | 1                  | 0                  | ЛЧ                   | 3                    | 0                    | -             | -             | -             | 18     | 0      |
| 2020–21              | «Аталанта»           | A                    | 6         | 0         | КІ                 | 2                  | 0                  | ЛЧ                   | 1                    | 0                    | -             | -             | -             | 9      | 0      |
| Усього за «Аталанту» | Усього за «Аталанту» | Усього за «Аталанту» | 75        | 10        |                    | 6                  | 0                  |                      | 12                   | 0                    |               | -             | -             | 93     | 10     |
| 2021–22              | «Венеція»            | A                    | 29        | 1         | КІ                 | 1                  | 0                  | -                    | -                    | -                    | -             | -             | -             | 30     | 1      |
| 2022–23              | «Спеція»             | A                    | 20        | 0         | КІ                 | 2                  | 0                  | -                    | -                    | -                    | -             | -             | -             | 22     | 0      |
| 2023–24              | «Мілан»              | A                    | 0         | 0         | КІ                 | 0                  | 0                  | ЛЧ                   | 0                    | 0                    | -             | -             | -             | 0      | 0      |
| Усього за «Мілан»    | Усього за «Мілан»    | Усього за «Мілан»    | 0         | 0         |                    | 1                  | 0                  |                      | 1                    | 0                    |               | -             | -             | 2      | 0      |
| Усього за кар'єру    | Усього за кар'єру    | Усього за кар'єру    | 171       | 16        |                    | 13                 | 0                  |                      | 13                   | 0                    |               | -             | -             | 197    | 16     |

### Статистика виступів за збірну
Станом на 1 липня 2023 року
| Дата      | Місто   | Господарі  | Результат | Гості  | Турнір                               | Голи | Примітки |
| --------- | ------- | ---------- | --------- | ------ | ------------------------------------ | ---- | -------- |
| 1-6-2018  | Ніцца   | Франція    | 3 – 1     | Італія | товариський матч                     | -    |          |
| 10-9-2018 | Лісабон | Португалія | 1 – 0     | Італія | Ліга націй УЄФА 2018-2019 - 1-й етап | -    |          |
| Усього    |         | Матчів     | 2         |        | Голів                                | 0    |          |

| Дата       | Місто                     | Господарі | Результат | Гості   | Турнір                             | Голи | Примітки |
| ---------- | ------------------------- | --------- | --------- | ------- | ---------------------------------- | ---- | -------- |
| 24-3-2016  | Вотерфорд                 | Ірландія  | 1 – 4     | Італія  | Кваліфікація молодіжного Євро-2017 | -    |          |
| 29-3-2016  | Андорра-ла-Велья          | Андорра   | 0 – 1     | Італія  | Кваліфікація молодіжного Євро-2017 | -    |          |
| 2-6-2016   | Венеція                   | Італія    | 0 – 1     | Франція | Товариський матч                   | -    |          |
| 10-8-2016  | Сан-Бенедетто-дель-Тронто | Італія    | 0 – 0     | Албанія | Товариський матч                   | -    |          |
| 2-9-2016   | Віченца                   | Італія    | 1 – 1     | Сербія  | Кваліфікація молодіжного Євро-2017 | -    |          |
| 6-9-2016   | Ла-Спеція                 | Італія    | 3 – 0     | Андорра | Кваліфікація молодіжного Євро-2017 | -    |          |
| 11-10-2016 | Каунас                    | Литва     | 0 – 0     | Італія  | Кваліфікація молодіжного Євро-2017 | -    |          |
| 10-11-2016 | Саутгемптон               | Англія    | 3 – 2     | Італія  | Товариський матч                   | -    | 61'      |
| 14-11-2016 | Бергамо                   | Італія    | 0 – 0     | Данія   | Товариський матч                   | -    |          |
| 18-6-2017  | Краків                    | Данія     | 0 – 2     | Італія  | Молодіжне Євро-2017 - 1-й етап     | -    |          |
| 24-6-2017  | Краків                    | Німеччина | 0 – 1     | Італія  | Молодіжне Євро-2017 - 1-й етап     | -    |          |
| 27-6-2017  | Краків                    | Італія    | 1 – 3     | Іспанія | Молодіжне Євро-2017 - півфінал     | -    |          |
| Усього     |                           | Матчів    | 12        |         | Голів                              | 0    |          |